# Trans (stav)
Trans je hovorové označení
změněného stavu vědomí, v kterém se subjekt z větší části, nebo i úplně odpojuje od svého každodenního já, ztrácí povědomí o čase a místě a dokonce i svoji vlastní identitu, takže jím může prostoupit úplně jiná identita. Subjekt se v tomto stavu může stát vysoce sugestibilním (lehko ovladatelným) podobně jako v hypnóze. Stav transu může vyvolat extázi i mystické pohroužení, jako je zažívají například šamani. Přirozeným transem je například spánek. Věštba je například jako u známé Pýthie vyvolána omamnými výpary. Trans vyvolávají kromě drog i nemoci nebo nepřirozené podněty, jako je zvláštní hudba, holotropní dýchání, sugesce, meditace, tantrické rituály, extatický tanec (např. rituální tanec dervišů; dochází při něm zpravidla ke zrychlenému dýchání, překrvení hlavy a "roztočení" čaker intenzivním pohybem, např. rotací těla).